# Рос дъ Бос
Рос Фридман (на английски: Ross Friedman) известен още като Рос дъ Бос (Ross the Boss) или Рос Фуничело (Ross Funicello) е американски китарист и певец, известен най-вече като китарист на групата Manowar през 1980-те години.

## Биография
Дебютира през 1973 г. в протопънк групата „Диктаторс“ като китарист. След като записва 3 албума с тях, за известно време се мести във Франция. През 1981 г. основава „Меноуър“ заедно с Джоуи ДеМайо, Ерик Адамс и Хемзик. С тях записва 6 албума.
Рос напуска групата през 1988 г., за да се пробва в блус музиката. През 1994 година свири с блус групата „Хейдей“. През 2006 г. основава групата Ross The Boss.